# Abd ar-Rahman Szachbandar
Abd ar-Rahman Szachbandar (ur. 1880, zm. 1940) – syryjski polityk i działacz niepodległościowy, jeden z liderów powstania w Syrii w 1925, twórca syryjskiej Partii Ludowej.

## Życiorys

### Wczesna działalność
Z wykształcenia był lekarzem. Na początku XX wieku działał w arabskim ruchu niepodległościowym w Turcji. W 1914 władze tureckie wystawiły nakaz jego aresztowania; Szachbandar zbiegł wówczas do Egiptu. Otworzył tam praktykę lekarską i nawiązał kontakty z intelektualistami brytyjskimi. Stał się wówczas wielkim anglofilem i takie poglądy reprezentował podczas całej I wojny światowej. W Kairze wstąpił do loży masońskiej, a nawiązane tam kontakty pozwoliły mu na osobiste spotkanie z prezydentem Stanów Zjednoczonych Woodrowem Wilsonem i przedstawienie mu sytuacji Arabów w Imperium Osmańskim. Szachbandar prosił Amerykanów o wsparcie walki Arabów o niezależne państwo. Brał także udział w arabskim powstaniu jako jeden z oficerów łącznikowych między Fajsalem ibn Husajnem a Brytyjczykami. W 1918 był jednym z najbliższych współpracowników Fajsala, emira, a w 1920 króla Syrii, przy którym służył jako tłumacz i doradca. Następnie był również ministrem spraw zagranicznych w rządzie Fajsala. W 1919 współtworzył w Damaszku Arabską Akademię Medyczną. Był jednym z jej wykładowców, zebrał również dla nowo powstałej uczelni kadrę naukową i dydaktyczną, tłumaczył opracowania medyczne z języka tureckiego na język arabski. W 1920 Francja zlikwidowała państwo Fajsala, ustanawiając na Bliskim Wschodzie swoje terytorium mandatowe (Syria i Liban). Szachbandar został skazany na śmierć za współpracę z probrytyjsko nastawionymi Haszymitami, zdołał jednak zbiec z Syrii. Według innego źródła został jedynie aresztowany i zmuszony do wyjazdu za granicę.

### W Syrii pod panowaniem francuskim
W latach 1920–1922 Szachbandar podróżował po Europie, starając się zdobywać poparcie dla idei jednego niepodległego państwa wszystkich Arabów, rządzonego przez Haszymitów. W 1922 wrócił do Syrii, gdy władze francuskie ogłosiły amnestię powszechną. W Damaszku otworzył prywatną klinikę, a niezależnie od tego zaczął skupiać wokół siebie zwolenników niepodległości Syrii. Jeszcze w tym samym roku został oskarżony o zawiązanie spisku na rzecz obalenia mandatu francuskiego w Syrii i skazany na dwadzieścia lat pozbawienia wolności. Wyszedł z więzienia już w 1923, ponownie na mocy amnestii. Powrócił wówczas do praktyki lekarskiej, zaczął również wykładać na nowo utworzonym Uniwersytecie Syryjskim, na wydziale medycyny.
W 1925 utworzył Partię Ludową, pierwszą tego typu formację w Syrii. Opowiadała się ona za całkowitą niezawisłością Syrii, na terytorium całej Wielkiej Syrii, z wyłączeniem ewentualnej enklawy maronickiej w Libanie. Wzywała również do zakończenia ekonomicznej dominacji obcego kapitału oraz do jedności narodowej wbrew podziałom religijnymi. Wśród działaczy Partii Ludowej znaleźli się przedstawiciele wolnych zawodów oraz zamożnych kupców z Damaszku, zarówno muzułmanie, jak i chrześcijanie. Partia gromadziła głównie przedstawicieli warstw najzamożniejszych, chociaż starała się pozyskiwać masowe poparcie przynajmniej w Damaszku. Szachbandar i jego współpracownicy wielokrotnie występowali publicznie, wygłaszając patriotyczne przemówienia na ulicach miasta.
Szachbandar wziął udział w powstaniu w Syrii, jakie wybuchło w 1925 w Dżabal ad-Duruz pod wodzą Sultana al-Atrasza. 9 września 1925 ogłosił utworzenie syryjskiego rządu tymczasowego. W październiku 1926, po klęskach powstańców, zbiegł do Transjordanii razem z Sultanem al-Atraszem. Powstanie zostało ostatecznie stłumione.
W 1937, po kolejnej francuskiej amnestii, Szachbandar wrócił do Syrii. Nie przyłączył się do Bloku Narodowego, największej niepodległościowej organizacji syryjskiej, kierowanej przez jego dawnego współpracownika Dżamila Mardama. Nadal opowiadał się za budową Wielkiej Syrii, argumentował również, że powinna ona utworzyć konfederację z rządzoną przez Haszymitów Transjordanią. Starał się pozyskiwać poparcie w regionach, w których mało aktywny był Blok Narodowy - wśród Druzów, alawitów oraz w Dżazirze.
Abd ar-Rahman Szachbandar został zamordowany w Damaszku w 1940 przez francuskich agentów. O zabójstwo to władze mandatowe oskarżyły liderów Bloku Narodowego - Dżamila Mardama, Sad Allaha al-Dżabiriego oraz Lutfiego al-Haffara. Zbiegli oni przed aresztowaniem do Iraku, byli sądzeni in absentia i zostali uniewinnieni. Przyczyną zabójstwa mogły być sympatie probrytyjskie Szachbandara, którego podejrzewano nawet o to, że działał w Syrii jako agent emira Transjordanii Abd Allaha.